# Relations entre l'Irak et le Koweït
Les relations entre l'Irak et le Koweït constituent les relations étrangères bilatérales entre le république d'Irak et l'État du Koweït.
Les relations entre les deux pays sont anciennes et complexes, et ont connu de nombreux changements au cours des dernières décennies.

## Historique
Avant la découverte du pétrole, les terres comprenant l'Irak et le Koweït actuels partagent des liens politiques, économiques, sociaux et culturels importants.
Dans les années 1930, un mouvement populaire émerge au Koweït qui appelle à la réunification du pays avec l'Irak. Ce mouvement fusionne avec le Mouvement koweïtien libre en 1938, qui est créé par des jeunes koweïtiens opposés à l'influence britannique dans la région. Le mouvement soumet une pétition au gouvernement irakien exigeant qu'il soutienne la réunification du Koweït et de l'Irak. Craignant que le mouvement ne se transforme en rébellion armée, la famille Al Sabah accepte la création d'un conseil législatif pour représenter le Mouvement koweïtien libre et ses revendications politiques. La première réunion du conseil en 1938 aboutit à une résolution unanime exigeant la réunification du Koweït et de l'Irak. L'Assemblée nationale de 1938 est officiellement dissoute en 1939 après "qu'un membre, Sulaiman al-Adasani, en possession d'une lettre, signée par d'autres membres de l'Assemblée, adressée au roi irakien Ghazi, demande l'incorporation immédiate du Koweït en Irak". Cette demande intervient après que les hommes d'affaires membres de l'Assemblée aient tenté de récupérer l'argent du pétrole d'Ahmad Al-Jaber Al-Sabah, une suggestion refusée par ce dernier et à la suite de laquelle il lance une répression provoquant l'arrestation de membres de l'Assemblée en 1939.
En mars 1939, une rébellion armée éclate au Koweït lancée par des partisans du mouvement cherchant à réunifier le Koweït avec l'Irak par la force. Soutenue par les Britanniques, la famille Al Sabah réprime rapidement la rébellion, emprisonnant de nombreux partisans Le roi Ghazi d'Irak demande publiquement que les prisonniers soient libérés et que la famille Al Sabah mette fin à sa politique répressive envers les membres du Mouvement koweïtien libre.
Les tentatives de Faisal, roi d'Irak, de construire un chemin de fer vers le Koweït et des installations portuaires dans le Golfe sont rejetées par la Grande-Bretagne. Ces politiques coloniales britanniques et d'autres similaires font du Koweït un centre du mouvement national arabe en Irak et un symbole de l'humiliation irakienne aux mains des Britanniques.
Depuis l'indépendance du Koweït en 1961, les gouvernements irakiens cherchent diverses opportunités pour récupérer et annexer le Koweït. Une crise de courte durée éclate en 1961 alors que le gouvernement irakien menace d'envahir le Koweït. L'invasion est finalement évitée à la suite des plans de la Ligue arabe visant à former une force arabe internationale contre les desseins irakiens sur le Koweït,. Le 20 mars 1973, l'escarmouche frontalière entre le Koweït et l'Irak évoque une possible crise internationale lorsque des unités de l'armée irakienne occupent El-Samitah près de la frontière koweïtienne. La relation entre les deux pays connaît une décennie de dégel après la guerre Iran-Irak, le Koweït et d'autres États du Golfe soutenant l'Irak contre l'Iran.

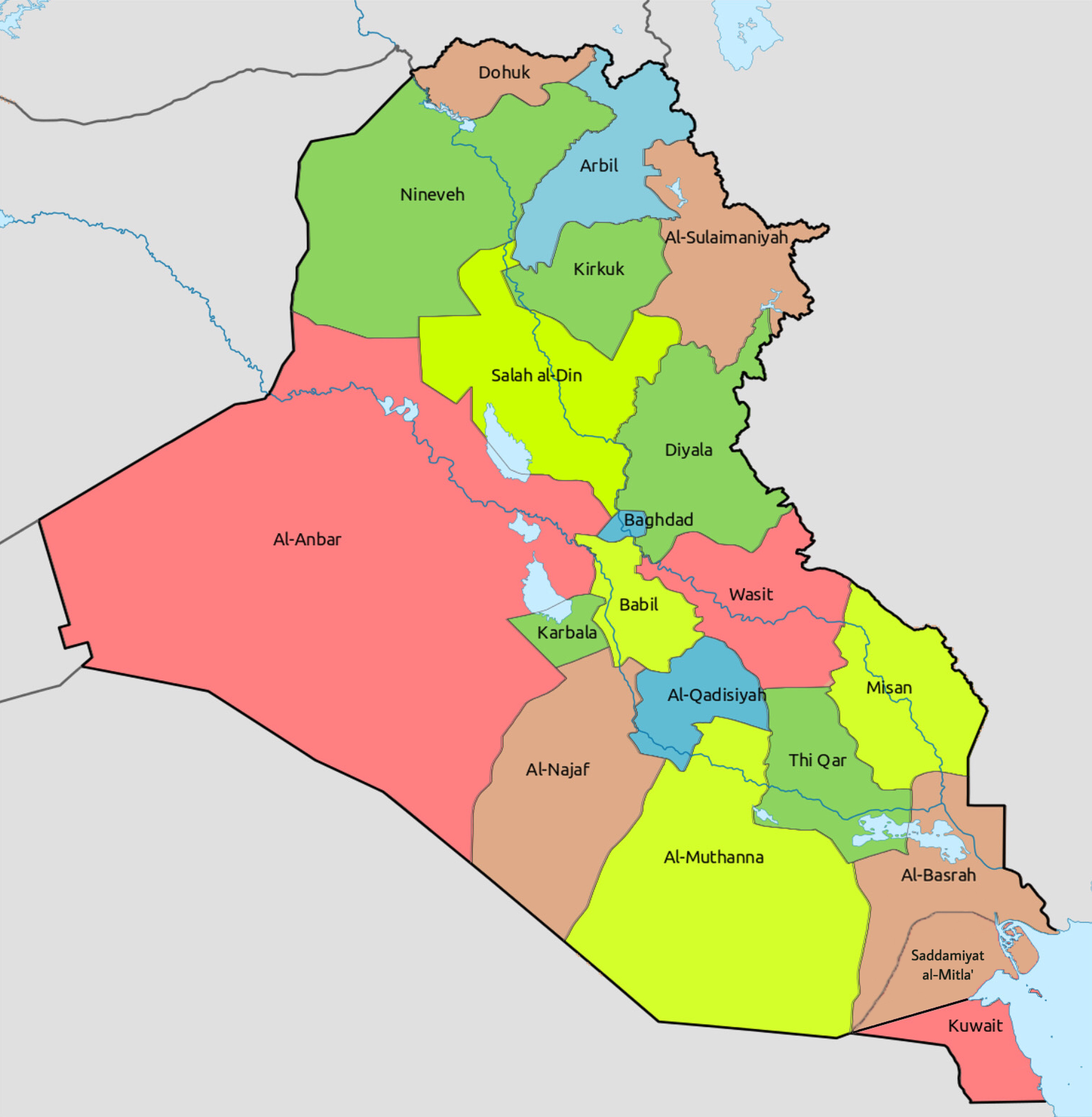
Le Koweït devient un gouvernorat de l'Irak pendant la guerre du Golfe

En 1990, l'Irak accuse le Koweït d'avoir volé du pétrole irakien par forage dirigé, mais certaines sources irakiennes indiquent que la décision de Saddam Hussein d'attaquer le Koweït n'est prise que quelques mois avant l'invasion réelle. Il y a plusieurs raisons à la décision de l'Irak, notamment l'incapacité du pays à rembourser plus de 80 milliards de dollars empruntés pour financer la guerre avec l'Iran, mais également la surproduction de pétrole koweïtienne qui maintient  les revenus pétroliers bas pour l'Irak. L'invasion commence le 2 août 1990 et, après deux jours de combats intenses, la plupart des forces armées koweïtiennes sont soit dépassées par la Garde républicaine irakienne, soit se sont enfuies vers l'Arabie saoudite et le Bahreïn voisins. L'État du Koweït est annexé, et proclamé 19e province irakienne. Pendant que les forces irakiennes sont au Koweït, elles commettent d'horribles crimes de guerre, de viols, des meurtres, et détruisent certains champs pétrolifères du Koweït. Le Koweït est par la suite libéré par les forces de la coalition. Depuis la chute du régime du parti Baas en Irak, les relations s'améliorent considérablement améliorées entre les deux États.

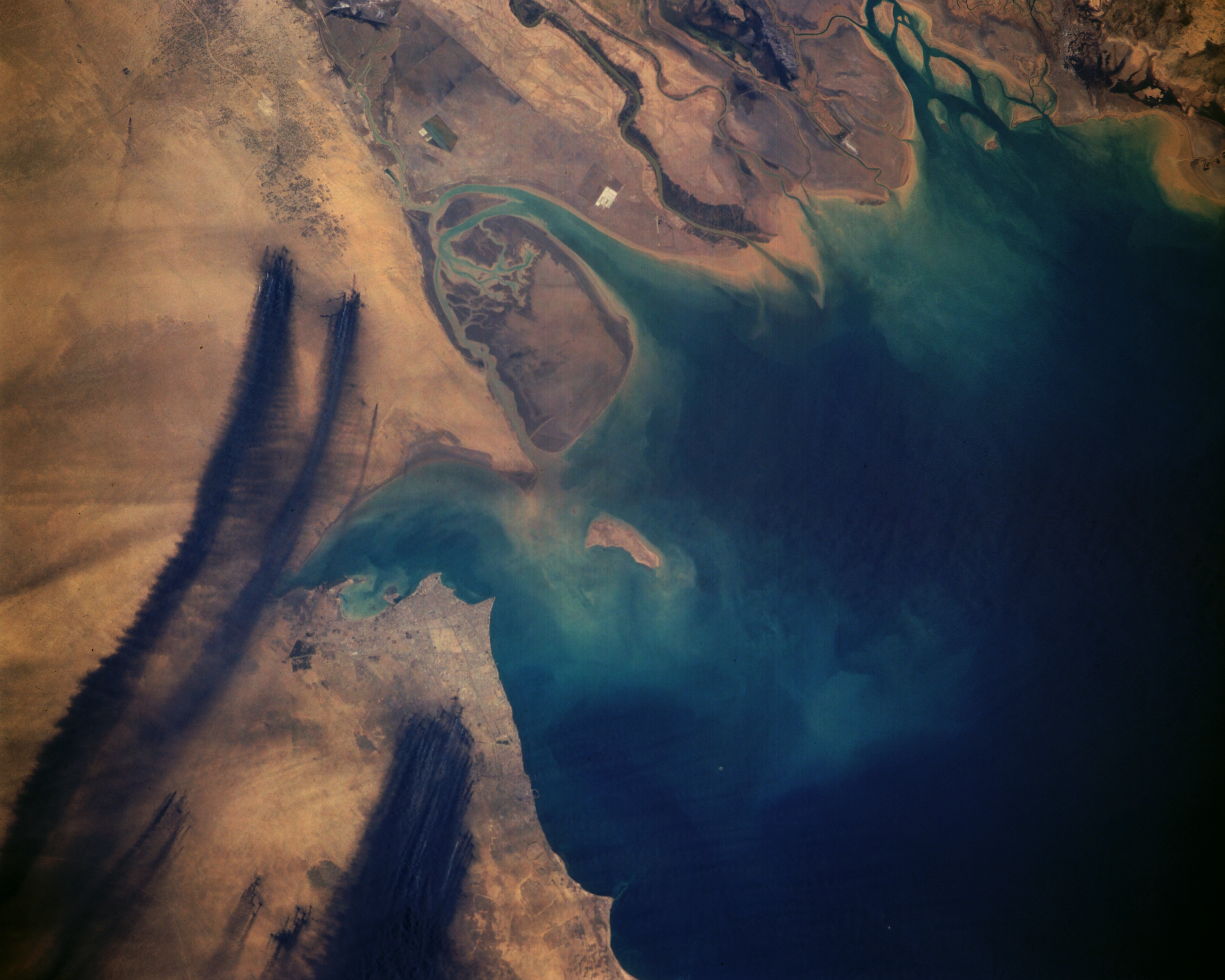
Fumée provenant de l'incendie des champs pétrolifères du Koweït lors de la guerre du Golfe.

Du milieu à la fin des années 2010, le Koweït accueille la conférence internationale sur la reconstruction de l'Irak et est le plus grand investisseur financier de l'Irak lors de la conférence. Le 19 juin 2019, l'émir du Koweït, Sabah Al-Ahmad Al-Jaber Al-Sabah, se rend en Irak pour la deuxième fois après le sommet de la Ligue arabe de 2012 à Bagdad. En août 2019, l'Irak envoie une lettre de protestation aux Nations unies concernant l'installation d'une tour d'observation à Fisht al-Aych,.
En 2019, l'Irak est le principal marché d'exportation du Koweït, les produits alimentaires et agricoles représentent 94,2 % du total des produits d'exportation.
En août 2019, l'Irak envoie une lettre de protestation aux Nations unies concernant les changements géographiques que le gouvernement du Koweït apporte dans la zone maritime qui se trouve au-delà de la borne 162 à Khor Abdullah,.
En mars 2021, l'Irak a jusqu'alors versé 49,5 milliards de dollars de réparations de guerre au Koweït. Le 13 janvier 2022, l'Irak effectue son dernier paiement de réparations au Koweït, 52,4 milliards de dollars ont alors été remboursés. En réponse, la Commission d'indemnisation des Nations unies déclare que l'Irak a entièrement versé son indemnisation au Koweït pour l'invasion et l'occupation.
Les plans de développement économique du Koweït, tels que le "projet Silk City", impliquent le développement de liens économiques mutuellement bénéfiques avec l'Irak. Le plan Koweït Vision 2035 implique le développement du nord du Koweït (près de la frontière irakienne et des principales villes irakiennes). Des projets économiques comme la "zone économique d'Abdali" sont conçus pour répondre aux marchés irakiens.